# 何其義
何其义（1573年9月16日—？），字廼士，字心衢，广东琼山县梁老人，明朝政治人物，同进士出身。

## 生平
少英颖，万历二十二年（1594年）甲午科廣東乡试第十三名举人，二十九年（1601年），登辛丑科进士，刑部觀政，授政和知县，剔蠹釐奸，捐俸募建学宫，以异等调繁上杭，氷蘖自矢，杭人尸祝之。内艰，起复補巴陵县，擢户部主事，管皇城四門，司太仓银库，革一切浮羡陋规，与许子伟捐貲创琼南会馆，以便琼之赴京者。四十年壬子督管通州運河挖運，卒于官署，祀乡贤。

## 家族
曾祖何傑，祖何虑，父何子韶。母林氏，慈侍下，弟其著、其英、其蘊、其章、其美。娶沈氏。